# Haanina major
Haanina major är en kackerlacksart som först beskrevs av Henri Saussure 1895.  Haanina major ingår i släktet Haanina och familjen jättekackerlackor. Inga underarter finns listade i Catalogue of Life.